# Genesis (Busta-Rhymes-Album)
Genesis ist das fünfte Studioalbum des US-amerikanischen Rappers Busta Rhymes, das im November 2001 bei J Records erschien.

## Entstehung und Veröffentlichung
Die Erstveröffentlichung von Genesis erfolgte am 12. November 2001 bei J Records. Das Album erschien in seiner Originalausführung als CD mit 20 Titeln (Katalognummer: 80813-20009-2). Am 29. April 2016 erschien das Album erstmals als LP-Ausführung bei Music on Vinyl (Katalognummer: MOVLPL1603).
An der Produktion von Genesis waren diverse Hip-Hop-Musiker beteiligt. Nottz produzierte die Titel Intro, Pass the Courvoisier und Bad Dreams. J Dilla steuerte die Beats zu Genesis und Make It Hurt bei. Des Weiteren war Just Blaze für die Produktion von Everybody Rise Again und We Got What You Want verantwortlich. Genesis ist zudem das erste Album von Busta Rhymes, an dem der bekannte Musiker Dr. Dre beteiligt war. Dre mixte und produzierte die Stücke Truck Volume, Holla sowie die Single Break Ya Neck. Weitere Produktionen erfolgten durch The Neptunes (As I Come Back und What It Is), Pete Rock (Shut 'Em Down 2002), Yogi (Betta Stay Up In Your House), Melman (Bounce (Let Me See Ya Throw It)), Diamond D (Wife In Law), Battlecat (Ass On Your Shoulders) und Michaelangelo (There's Only One und You Ain't Fuckin' Wit Me). Die Audionachbearbeitung, das sogenannte Mastering wurde von Tom Coyne durchgeführt.

## Titelliste
1. Intro – 2:48
2. Everybody Rise Again – 4:13
3. As I Come Back – 3:19
4. Shut 'Em Down 2002 – 2:55
5. Genesis – 3:56
6. Betta Stay Up In Your House (feat. Rah Digga) – 3:18
7. We Got What You Want – 3:51
8. Truck Volume – 3:35
9. Pass the Courvoisier (feat. P. Diddy) – 4:36
10. Break Ya Neck – 3:51
11. Bounce (Let Me See Ya Throw It) – 3:19
12. Holla – 4:34
13. Wife in Law (feat. Jaheim) – 4:03
14. Ass on Your Shoulders (feat. Kokane) – 4:42
15. Make It Hurt – 3:23
16. What It Is (feat. Kelis) – 3:38
17. There's Only One (feat. Mary J. Blige) – 4:23
18. You Ain't Fuckin' Wit Me – 3:27
19. Match the Name With the Voice (feat. Flipmode Squad) – 5:59
20. Bad Dreams – 3:17

## Singleauskopplungen
| Jahr | Titel                         | Höchstplatzierung, Gesamtwochen, AuszeichnungChartplatzierungen (Jahr, Titel, , Platzierungen, Wochen, Auszeichnungen, Anmerkungen) | Höchstplatzierung, Gesamtwochen, AuszeichnungChartplatzierungen (Jahr, Titel, , Platzierungen, Wochen, Auszeichnungen, Anmerkungen) | Höchstplatzierung, Gesamtwochen, AuszeichnungChartplatzierungen (Jahr, Titel, , Platzierungen, Wochen, Auszeichnungen, Anmerkungen) | Höchstplatzierung, Gesamtwochen, AuszeichnungChartplatzierungen (Jahr, Titel, , Platzierungen, Wochen, Auszeichnungen, Anmerkungen) | Höchstplatzierung, Gesamtwochen, AuszeichnungChartplatzierungen (Jahr, Titel, , Platzierungen, Wochen, Auszeichnungen, Anmerkungen) | Anmerkungen                                                      |
| Jahr | Titel                         | DE | AT | CH | UK | US | Anmerkungen                                                      |
| ---- | ----------------------------- | --- | --- | --- | --- | --- | ---------------------------------------------------------------- |
| 2001 | What It Is                    | DE70 (7 Wo.)DE | — | — | — | US63 (14 Wo.)US | Erstveröffentlichung: 1. Mai 2001 feat. Kelis                    |
| 2002 | Break Ya Neck                 | DE17 Gold · (14 Wo.)DE | AT50 (9 Wo.)AT | CH20 (16 Wo.)CH | UK11 Silber · (7 Wo.)UK | US26 (20 Wo.)US | Erstveröffentlichung: 25. August 2001 Verkäufe: + 385.000        |
| 2002 | Pass the Courvoisier, Part II | DE27 (9 Wo.)DE | — | CH58 (7 Wo.)CH | UK16 (13 Wo.)UK | US11 (20 Wo.)US | Erstveröffentlichung: 12. Februar 2002 feat. P. Diddy & Pharrell |

## Rezensionen
Entertainment Weekly vergab die Note „B“ an Genesis. Trotz einiger monotoner Teile des Albums, sei Genesis ein großartiger Start für Rhymes bei seinem neuen Label J Records.
Bradley Torreano verfasste eine Rezension für All Music Guide, in der er Genesis lobte. Die Beats des Albums wirken „dunkler“ und „synthesizerorientierter“ als bei Rhymes früheren Alben. Dadurch erinnere Genesis an den Stil des G-Funks („This time around the beats seem darker and more synth-oriented, giving it an edge reminiscent of the bass-heavy G-funk sound.“). Der einzige fragwürdige Titel des Albums sei ein Remake des Public Enemy Lieds Shut 'Em Down.

## Rezeption

### Chartplatzierungen
Busta Rhymes konnte mit Genesis Platz sieben der US-amerikanischen Billboard 200 erreichen. Insgesamt war das Album 32 Wochen in den Albumcharts vertreten. In den deutschen Albumcharts platzierte sich das Album 26 Wochen lang. Als Spitzenposition erreichte Genesis Rang 27, was nach The Big Bang (Rang 10, 2006) die zweithöchste Platzierung des Rappers in den deutschen Albumcharts ist. Weitere Chartplatzierungen erreichte es in Frankreich (Platz 42), der Schweiz (Platz 44), den Niederlanden (Platz 47) und Österreich (Platz 56).
| ChartsChartplatzierungen       | Höchstplatzierung | Wochen |
| ------------------------------ | ----------------- | ------ |
| Deutschland (GfK)              | 27 (26 Wo.)       | 26     |
| Österreich (Ö3)                | 56 (3 Wo.)        | 3      |
| Schweiz (IFPI)                 | 44 (14 Wo.)       | 14     |
| Vereinigte Staaten (Billboard) | 7 (32 Wo.)        | 32     |
| Vereinigtes Königreich (OCC)   | 58 (7 Wo.)        | 7      |

| ChartsJahrescharts (2002)      | Platzierung |
| ------------------------------ | ----------- |
| Vereinigte Staaten (Billboard) | 50          |

### Auszeichnungen für Musikverkäufe
| Land/Region                  | Auszeichnungen für Musikverkäufe (Land/Region, Auszeichnung, Verkäufe) | Verkäufe  |
| ---------------------------- | ---------------------------------------------------------------------- | --------- |
| Vereinigte Staaten (RIAA)    | Platin                                                                 | 1.000.000 |
| Vereinigtes Königreich (BPI) | Silber                                                                 | 60.000    |
| Insgesamt                    | 1× Silber · 1× Platin ·                                                | 1.060.000 |